# Danilo Cataldi
Danilo Cataldi (Roma, Lacio, Italia, 6 de agosto de 1994) es un futbolista italiano. Juega de centrocampista y su equipo es la ACF Fiorentina de la Serie A de Italia.

## Selección nacional
Ha sido internacional con la selección de fútbol de Italia en las categorías sub-18, sub-19, sub-20 y sub-21.

### Participaciones en Eurocopas
| Eurocopa                | Sede            | Resultado    |
| ----------------------- | --------------- | ------------ |
| Eurocopa Sub-21 de 2015 | República Checa | Primera fase |
| Eurocopa Sub-21 de 2017 | Polonia         | Semifinal    |

## Clubes
| Club             | País   | Año       |
| ---------------- | ------ | --------- |
| F. C. Crotone    | Italia | 2013-2014 |
| S. S. Lazio      | Italia | 2014-2017 |
| Genoa C. F. C.   | Italia | 2017      |
| Benevento Calcio | Italia | 2017-2018 |
| S. S. Lazio      | Italia | 2018-2024 |
| ACF Fiorentina   | Italia | 2024-     |

## Palmarés

### Campeonatos nacionales
| Título              | Club        | País   | Año     |
| ------------------- | ----------- | ------ | ------- |
| Copa Italia         | S. S. Lazio | Italia | 2018-19 |
| Supercopa de Italia | S. S. Lazio | Italia | 2019    |